# Diffusion valeur
 (septembre 2023).
Si vous disposez d'ouvrages ou d'articles de référence ou si vous connaissez des sites web de qualité traitant du thème abordé ici, merci de compléter l'article en donnant les références utiles à sa vérifiabilité et en les liant à la section « Notes et références ».
La diffusion valeur (en abrégé DV) est l'un des paramètres utilisés dans la mesure de la part de marché et/ou de son évolution dans le temps. Mesure effectuée en général dans les magasins de distribution en libre-service (hypers, supers, supérettes, libre-service, etc.). Il est en effet logique d'affirmer que la part de marché prise par un produit ou une gamme de produit est conditionnée par la performance de vente réalisée par les points de vente où ce produit (ou cette gamme) sont offerts à la vente. Ceci à un moment donné, mais aussi de façon plus dynamique et aussi plus significative d'un moment à un autre.

## Utilité de la DV
- Si, au moins un produit et le plus souvent un ensemble de produits d'un fournisseur est présenté et offert à la vente au mois de janvier, dans un ensemble de points de vente représentant X % des ventes totales du marché de réfèrence, on dira que la DV de ce produit pour janvier est X.

Mesurée en augmentation (ou en diminution), la DV fournit une indication chiffrée de la bonne ou mauvaise performance de distribution d'un produit.
En divisant la part de marché par la DV on obtient un indicateur de demande consommateur représentant la performance du produit lorsqu'il est effectivement présent et offert dans la distribution. La mesure est consolidée sur un ensemble de points de vente, soit par exemple :
- par type de magasin (tous les hypers de France) ;
- par enseigne (tous les magasins d'une enseigne telle que Carrefour ou Leclerc, etc.) ;
- par zone géographique (tous les magasins de la région Rhône-Alpes) ;
- ou selon des filtres plus complexes (tous les hypers, de l'enseigne Carrefour, sur la région Rhône-Alpes).

Ce paramètre fort utile n'épuise cependant pas l'analyse, car le fait qu'un chiffre d'affaires est constaté dans un magasin n'a qu'une signification limitée s'il n'est pas rapporté au nombre de produits qui l'a généré : un chiffre d'affaires doit donc être mis en relation avec l'assortiment de produit qui l'a provoqué. Le critère DV doit donc être complété par un indicateur complémentaire : la DN (diffusion numérique).
Concrètement le relevé du chiffre d'affaires des produits dans les linéaires des magasins peut être fait :
- soit par la force de vente du fournisseur (ce qui implique leur passage en magasin) ;
- soit par un institut de sondage spécialisé (type Nielsen, BVA, etc.).